# 深圳地鐵32號線
深圳地铁32号线是深圳地铁的一条興建中的路线。起自溪涌站，与8号线换乘，终至葵涌东站，线路全长约9.53公里。是大鹏新区横向骨干轨道交通线。32号线一期为服务大鹏新区内部的普速线路，支持东部滨海先进制造业园区等重点片区发展，服务东部旅游出行需求。

## 历史沿革
32号线首次出现于2016年12月29日公布的《深圳市轨道交通线网规划（2016-2030）规划方案》，在方案中，线路起于小梅沙站，在葵涌向南折，经过大鹏，南澳等地，止于新大站，全长29.4千米。最初规划预计采用比亚迪云轨技术，建成跨座式单轨线路。
2018年，在满足下洞油库安全间距的前提下，一度调整32号线在土洋北侧设站后至葵涌。
2021年4月6日，8号线三期落实建设，由小梅沙东延至溪涌。32号线起点也改为溪涌站。同时深惠城际铁路也增加了大鹏支线（终点也在新大站），一定程度上取代了本线的葵涌至新大段；本线路也就改为横向连接线而大幅减距。
2022年8月26日，《深圳市城市軌道交通第五期建設規劃（2023-2028）》正式公示，32号线已列入其中。分有两个方案，全地下方案线路全长约9.4公里，设站3座。高架方案线路全长约9.5公里，设站5座，除溪涌站外，其他为高架车站。
2023年10月31日，深圳市规划和自然资源局公示《深圳市轨道交通32号线交通详细规划(溪涌至葵涌东段)》（草案）最终公示。从西至东沿盐坝高速、葵政路、延安路等主要道路敷设，线路长约9.5公里，共设有上洞站、葵涌站、葵涌东站3座车站；32号线（溪涌至葵涌东段）存在1处比选方案，位于上洞站至葵涌站区段。全线采用地下敷设方式。与8号线共用在建溪涌车辆段。地址位于溪涌片区、盐坝高速北侧，用地面积约16公顷。
2024年3月13日，深圳市电子招投标交易平台发布总承包32101标招标公告，线路全长略微增长为9.53km，设站调整为4座（换言之重新确认增设土洋站）。

## 建設
2024年5月8日，深圳地鐵32號線一期開工建設。